# J-1 비자
DS-2019 서식(영어: Form DS-2019, 또는 the Certificate of Eligibility for Exchange Visitor (J-1) Status)은 교환 방문 프로그램의 J-1 사증(visa)을 신청하기 위한 기본 서류로서 미국 국무부가 발행하는 서식이다.
이 서식은 미국 국무부 소관이지만, 미국 국토안보부의 데이터베이스인 SEVIS(Student and Exchange Visitor Information System)를 통해야만 한다. 이 서식이 발급될 때는 맨 위 오른쪽 구석에 고유 식별자가 부여된다. 이 고유식별자는 영문자 N과 11자리 숫자의 조합(예: N0002123457)인데, 이를 "SEVIS ID number"라고 한다. 이 서식은 다음의 역할을 수행한다.
- 1번 항목(block)에서 참여자(participant)를 분명히 한다.
- 2번과 7번 항목에서 후원기관(sponsor)를 분명히 하면서, 후원기관 담당자의 이름, 서명, 전화번호나 주소를 포함한다.
- 2번 항목에서 이 프로그램에서 참여자가 하는 일을 간략히 보여준다.
- 3번 항목에서 이 프로그램의 시작일과 종료일을, 그리고 4번 항목에서 이 프로그램의 유형을 분명히 한다.
- 5번 항목에서 참여자가 이 프로그램으로 미국에 머무는 동안 지원될 재정 총액의 추정값을 세분해서 보여준다.

## 같이 보기
- H-1B 비자